# Huntington (Indiana)
Huntington is een plaats (city) in de Amerikaanse staat Indiana, en valt bestuurlijk gezien onder Huntington County.

## Demografie
Bij de volkstelling in 2000 werd het aantal inwoners vastgesteld op 17.450.
In 2006 is het aantal inwoners door het United States Census Bureau geschat op 16.846, een daling van 604 (-3.5%).

## Geografie
Volgens het United States Census Bureau beslaat de plaats een oppervlakte van
21,8 km², waarvan 21,6 km² land en 0,2 km² water. Huntington ligt op ongeveer 226 m boven zeeniveau.

## Plaatsen in de nabije omgeving
De onderstaande figuur toont nabijgelegen plaatsen in een straal van 20 km rond Huntington.